# Шинкаренко, Анна Лукьяновна
Анна Лукьяновна Шинкаренко (14 февраля 1907 г., Пятигорск, (Российская империя) — 8 января 1985 г., Пятигорск (СССР)) — доктор фармацевтических наук, профессор, химик-органик, ректор Пятигорского фармацевтического института (1952-1964).

## Биография, ранние годы
Анна Лукьяновна Шинкаренко родилась в Пятигорске 14 февраля 1907 года. Училась в Пятигорской школе №1 им. М.Ю. Лермонтова). В своих воспоминаниях М.А. Аболина, учительница химии и биологии, пишет 
```
"...окончила нашу школу и Шинкаренко Анна Лукьяновна, секретарь Комсомола в школе, с увлечением работавшая в химическом кабинете, потом была лаборанткой по химии в Бальнеологическом институте. Она также поехала учиться по комсомольской путевке" (рукописные мемуары написаны в 1967 и хранятся в  школе №1). 
```

С 1925 по 1930 гг. обучалась в Орджоникидзевском педагогическом институте на естественном отделении.
В 1930 г. педагогическую деятельность Анна Лукьяновна начала в родной школе. В том же году молодой специалист переехала в г. Майкоп, где стала преподавать химию в табаководческом техникуме. 
В 1932 г. Анна Лукьяновна возвращается в Пятигорск и до 1938 г. работает в должности ассистента кафедры органической химии Пятигорского зоотехнического института. 
Одновременно А.Н. Шинкаренко стала совмещать свою основную работу с деятельностью научного работника Пятигорского государственного бальнеологического института , где совместно с инженером-химиком Э.Э. Керстнесом начала изучать уникальные свойства грязи Тамбуканского озера.
Ее работа привела к созданию мази из местного растительного сырья для лечения тяжелых обморожений, что стало настоящим прорывом в медицине того времени. Кандидатскую диссертацию Анна Лукьяновна защитила 22 июня 1941 года.
Уже в новом статусе она возглавляет химико-физическую лабораторию Бальнеологического института.

## Участие в обороне Пятигорска и работе эвакогоспиталей
К началу ноября 1941 г. кавминводская госпитальная база стала самой крупной на всем Северном Кавказе. Уже к сентябрю в госпиталях КМВ находилось на излечении 27 тыс. бойцов и командиров Красной Армии.
Сотрудники химико-физической лаборатории Бальнеологического института под руководством А.Л. Шинкаренко сумели в кратчайшие сроки наладить впуск остродефицитных медикаментов для эвакогоспиталей: стрептоцида, эфирных масел, хлористого кальция, уротропина, медицинской глюкозы, наркозного эфира и т.д., что спасало жизни и здоровье раненых воинов .
В эвакогоспиталях №№1046, 5430, 3185 и 5427, расположенных в районе «Провала», уже к началу марта 1944 года были организованы внутригоспитальные грязелечебницы. Причем их мощностей хватало для обслуживания раненых и больных военнослужащих соседних эвакогоспиталей. В эвакогоспитале № 5431, расположенном в районе станции «Машук», в одном из его помещений также была организована небольшая грязелечебница. По договоренности с директором бальнеологического института всю техническую документацию по организации грязелечебницы, нагреву и технике хранения лечебной грязи проводили сотрудники института: инженер-теплотехник А.М. Массовер, кандидат химических наук А.Л. Шинкаренко и профессор А.А. Лозинский. Подготовленная ими инструкция по грязелечению была размножена типографским способом и затем разослана по всей госпитальной сети Кавказских Минеральных Вод.
В начале войны в Пятигорске был организован городской комитет обороны. По его решению мотороремонтный и чугунолитейный заводы начали отливать корпуса бомб, снарядов, гранат Ф-1. Заряжать гранаты взрывчаткой, комитет обороны поручил физико-химической лаборатории. Руководила лабораторией А.Л. Шинкаренко, под ее руководством трудились более 200 женщин. Технологию производства гранат освоили в 1941. В начале ноября 1941 года была выпущена партия боевых гранат. Успешно прошли первые испытания. Освоение новых образцов военной продукции не всегда проходило успешно. Вот как описывает случившуюся трагедию сама А.Л. Шинкаренко:
```
«4-го ноября 1941 года на производство прибыли: секретарь краевого комитета партии Иван Иванович Никифоров, секретарь Пятигорского горкома партии т. Глушков и другие руководящие работники горкома партии, исполкома горсовета, а также руководство института. Зам. главного инженера треста «Водоканал» Евгений Иванович Древаль собственноручно подготовил гранату к боевому испытанию. И вот ответственный момент. Древаль готов к броску гранаты в помещение для взрыва. Он выдергивает чеку, только четыре секунды отводится для броска и взрыва в безопасном для людей помещении. Раздался оглушительный взрыв, граната мгновенно взорвалась в руках Древаля, он падает, приняв на себя многочисленные осколки от разорвавшейся гранаты. Все бросаются к Евгению Ивановичу, в том числе и Никифоров, но он тут же падает, сраженный насмерть осколком гранаты. А утром стало известно, что ночью скончался директор Бальнеологического института Валерьян Алексеевич Таргулов, присутствующий при испытании; он умер от инфаркта миокарда».
```

## Пятигорский фармацевтический институт
После окончания оккупации Пятигорска немцами физико-химическая лаборатория, возглавляемая Шинкаренко А.Л. и отдел экспериментальной бальнеологии, возглавляемый профессором Нехорошевым Н.П. служили базой для занятий студентов Пятигорского фармацевтического института.
С 1943 г. по 1953 г. Анна Лукьяновна по совместительству заведовала кафедрой судебной химии Пятигорского фармацевтического института.
В 1948 г. временно возглавляет Бальнеологический институт .
В августе 1952 г. кандидат фармацевтических наук, доцент А.Л. Шинкаренко назначена директором Пятигорского фармацевтического института была. В 1962 г. в Институте была введена должность ректора.
Основные достижения за время нахождения на руководящем посту: 
1. С участием финансовой помощи Минздрава РСФСР фармацевтический институт постепенно оснащался аппаратурой, необходимой для проведения научных исследований по выделению природных биологически-активных соединений, по химическому и физико-химическому анализу лекарственных средств.
2. В 1952 г. вышел в свет первый выпуск Учёных записок Пятигорского фармацевтического института.
3. В 1953 г. Анна Лукьяновна избрана заведующей кафедрой органической и биологической химии Пятигорского фармацевтического института и исполняла эти обязанности до сентября 1974 г.
4. В 1954 г. А.Л. Шинкаренко защитила докторскую диссертацию на тему: «Тамбуканская грязь, её физико-химические свойства и характеристика антибактериальных органических веществ». В 1956 г. она была утверждена в учёном звании профессора.
5. В 1953 г. в учебный план вуза была введена практика по фармакогнозии, базами для которой стали Теберда, Кобулети, Краснодар, Нальчик, Армавир, Ялта (Никитский ботанический сад), развивался собственный ботанический сад с оранжереей, заложенный в районе Скачки.
6. С 1954 г. в Институте стали работать курсы повышения квалификации управляющих аптеками под руководством декана института, доцента Р.М. Середина.
7. В 1959 г. открыто заочное отделение по подготовке провизоров.
8. В 1962 г. Институт начал подготовку специалистов для зарубежных стран. Первыми студентами-иностранцами были граждане Сомали и Вьетнама.

Сменивший в сентябре 1964 г . А.Л. Шинкаренко на посту ректора В.Г. Беликов вспоминал: 
```
«Я не знаю почему, но с какой-то особенной материнской заботой, с высокой оценкой моих не столь высоких деловых качеств она как бы готовила меня стать администратором, что и произошло потом, когда в сентябре 1960 г. я стал заместителем директора института по научной и учебной работе. Многие поколения студентов были и будут благодарны Анне Лукьяновне за решимость и смелость, проявленные в деле строительства общежития №1 на площади Ленина. Вопрос этот не решался в обычном порядке очень долгие годы. Анна Лукьяновна воспользовалась тем, что была делегатом съезда партии, и напрямую обратилась к заместителю председателя Совета министров СССР. Он дал санкцию на строительство общежития №1, которое до сих пор служит студентам и сотрудникам института. Немало и других добрых дел сделала Анна Лукьяновна, но характер у неё был «ершистый», и «мирных» отношений между профессорами (а их было, включая её, всего 4) в институте так и не наступало. В 1964 г. Анну Лукьяновну освободили от занимаемой должности, а ректором предложили стать мне… 
```

За большой труд по руководству институтом Шинкаренко А.Л. объявлена благодарность Министра Здравоохранения РСФСР.

## Общественная деятельность
Анна Лукьяновна умело сочетала административно-хозяйственную работу в институте с большой общественной и партийной деятельностью в крае. С 1939 г. была членом КПСС. С 1946 по 1962 гг. избиралась членом горкома КПСС и членом крайкома КПСС. В 1959 г. была делегатом XXI съезда КПСС. Избиралась председателем городского Комитета Защиты Мира и членом Президиума краевого Комитета Защиты Мира, избиралась депутатом Пятигорского Совета народных депутатов.

## Сфера научных интересов и достижения
Научная деятельность Анны Лукьяновны Шинкаренко развивалась в области изучения лекарственных средств растительного происхождения и природных бальнеологических факторов (минеральная вода, лечебные грязи).
Разработала в 1949 «Препарат тамбуканской грязи» или «Бальзам Шинкаренко», обладающий антибактериальным, регенерирующим, противовоспалительным действием, допущенный фармакологическим Комитетом Минздрава СССР к медицинскому применению в 1971 г. 
Хорошие результаты были получены при использовании препарата для лечения ожогов, длительно незаживавших ран, трофических язв и в гинекологической практике. В
В 1959 г. Анна Лукьяновна была приглашена в Чехословакию на международный симпозиум по химии индольных и стероидных алкалоидов.
Шинкаренко А.Л. и Бандюкова В.А. в 1965 г. направлены в командировку в Германскую демократическую республику на Юбилейную конференцию Германского фармацевтического общества с докладом на тему "Исследование флавоноидов некоторых растений Северного Кавказа" 

## Ученики
Под руководством А.Л. Шинкаренко защищено 11 кандидатских диссертаций.
Первой ученицей была Валентина Аршаковна Бандюкова (1923-1997 гг.) - впоследствии одна из ведущих специалистов нашей страны по изучению фенольных соединений: кандидатская диссертация «Изучение флавоноидов софоры японской» (1962), защищённая в  Ленинградском химико-фармацевтическом институте; докторская – «Исследование химии флавоноидных соединений и закономерности их распространения в растениях» (1977).
Сергеева Н.В. Материалы к изучению бересклета бородавчатого (1964) - защита в 1 Московском медицинском институте имени И.М. Сеченова.
Бондаренко Н.В. Химическое изучение алкалоидов чемерицы Лобеля (Veratrum Lobelianum Bernh) - защита в 1 Московском медицинском институте имени И.М. Сеченова (1966).
Дороднева В. И. К химическому и фармакологическому изучению отдельных витаминов грецкого и черного орехов (1967) - защита в 1 Московском медицинском институте имени И.М. Сеченова.
Оганесян Эдуард Тоникович в 1968 г. защитил кандидатскую диссертацию «Химическое исследование флавоноидов и тритерпеноидов рододендронов кавказского, даурского и желтого» в 1 Московском медицинском институте имени И.М. Сеченова. В 1983 г. защитил докторскую диссертацию на тему «Синтез и изучение взаимосвязи структура – активность в ряду непредельных карбонилсодержащих соединений, тритерпеноидов и продуктов из превращения». В настоящее время заведует кафедрой органической химии Пятигорского медико-фармацевтического института - филиала ФГБОУ ВО ВолгГМУ Минздрава России.
Самокиш И.И. Химическое исследование аминофенолов аконита носатого и флавоноидов аконита восточного (1970) - защита в 1 Московском медицинском институте имени И.М. Сеченова.
Компанцев Владислав Алексеевич в 1971 г. защитил кандидатскую диссертацию «Химическое изучение фенольных гликозидов некоторых видов ив Северного Кавказа» в 1 Московском медицинском институте имени И.М. Сеченова.

## Научные труды
1. Шинкаренко А.Л. К вопросу о причинах загрязнения Кисловодского каптажного нарзана // Труды гос. Центр. Бальнеологического института на Кавказских минеральных водах. Т. 18. Ворошиловск, 1938. С. 106-119.
2. Шинкаренко А.Л. Химико-бактериологическая характеристика почвенно-грунтовых вод в районе Кисловодского нарзана // Труды гос. Центр. Бальнеологического института на Кавказских минеральных водах. Т. 18. Ворошиловск, 1938. C. 144-156.
3. Шинкаренко А.Л., Вишневский А.С. Грязелечение на Кавказских Минеральных Водах. - Ставрополь: Крайиздат, 1952. - 24 с.
4. Шинкаренко А.Л., Вишневский А.С. Грязелечение на Кавказских Минеральных Водах. - Ставрополь: Кн. изд-во, 1958. - 43 с.
5. Шинкаренко А.Л., Вишневский А.С. Грязелечение на Кавказских Минеральных Водах. - Ставрополь: Кн. изд-во, 1963. - 56 с.
6. Методы исследования природных флавоноидов / Сост. А.Л. Шинкаренко, В.А. Бандюкова, А.Л. Казаков. - Пятигорск: [Б. и.], 1977. - 71 с.
7. Авторское свидетельство № 1172559 A1 СССР, МПК A61K 35/02. Способ получения каротиноидов из иловых грязей: № 3613440: заявл. 30.06.1983: опубл. 15.08.1985 / А.Л. Шинкаренко, И.Ф. Щербак; заявитель Пятигорский фармацевтический институт. – EDN VTULZJ.

## Награды
Самоотверженный труд Анны Лукьяновны Шинкаренко отмечен высокими наградами Родины: 1943 г. – орден «Знак почета» и две медали; 1952 г. – орден «Знак почёта»; 1959 г. – орден Трудового Красного Знамени, медали – «За оборону Кавказа» «За добросовестный труд в Великую Отечественную войну», два нагрудных знака «Отличнику здравоохранения СССР». 1970 г. – Юбилейная медаль «За добросовестный труд».

## Конец жизни
В своих мемуарах В.Г. Беликов охарактеризовал Шинкаренко А.Л.: 
```
"Энергичная, деятельная, занимавшая много общественных постов, делегат XXII съезда партии, Анна Лукьяновна была одной из выдающихся женщин г. Пятигорска."
```

Анна Лукьяновна скончалась 8 января 1985 г. Похоронена на Краснослободском кладбище Пятигорска.

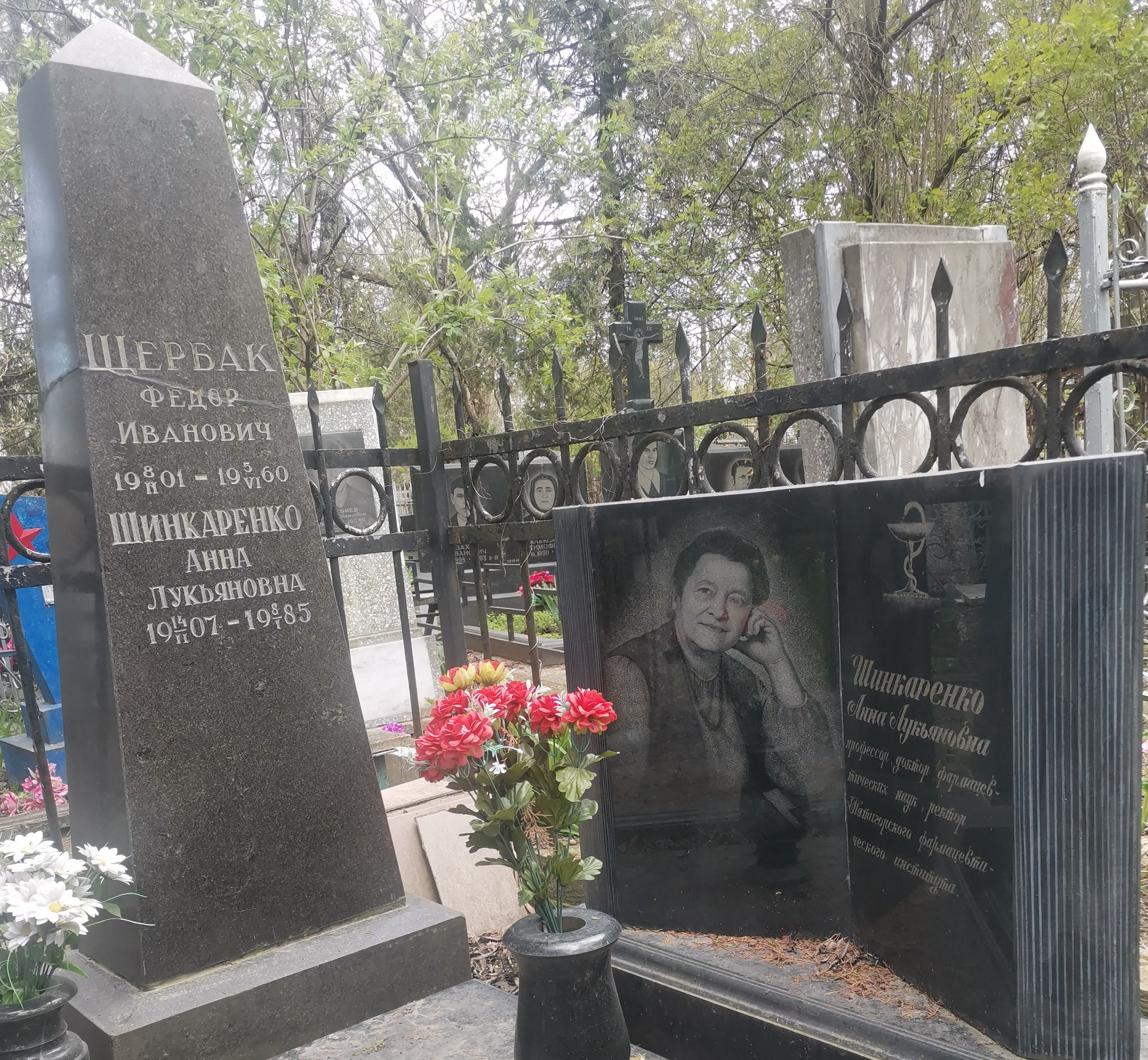

## Память

На кафедре органической химии Пятигорского медико-фармацевтического института - филиала ФГБОУ ВО ВолгГМУ Минздрава России размещён информационный стенд памяти А.Л. Шинкаренко "Как всё начиналось...".